# Liste von deutschen Schulschiffen
Die nachfolgende Liste gibt einen Überblick über deutsche Schulschiffe, sowohl militärische wie auch zivile.
| Bezeichnung                 | Schiffsart                       | Klasse / Typ      | Baujahr | Bauwerft                                                     | Eigner                                                              | Dienstzeit                         | Verbleib | Bild |
| --------------------------- | -------------------------------- | ----------------- | ------- | ------------------------------------------------------------ | ------------------------------------------------------------------- | ---------------------------------- | --- | ---- |
| Amazone                     | Korvette                         | Einzelschiff      | 1843    | Carmesins Werft, Grabow                                      | Preußische Marine                                                   | 1850–1860                          | 14. November 1861 gesunken |      |
| Mercur                      | Fregattschiff                    |                   | 1847    | J. W. Klawitter, Danzig                                      | Preußische Marine                                                   |                                    | 1861 abgebrochen |      |
| Niobe                       | Segelfregatte                    |                   | 1849    | Royal Dockyard, Portsmouth                                   | Kaiserliche Marine                                                  | 1863–1890                          | 1908 abgebrochen |      |
| Renown                      | Linienschiff                     | Revenge-Klasse    | 1857    | Chatham Dockyard, Chatham                                    | Kaiserliche Marine                                                  | 1871–1881                          | 1892 abgebrochen |      |
| Mars                        | Artillerieschulschiff            |                   | 1879    | Kaiserliche Werft, Wilhelmshaven                             | Kaiserliche Marine                                                  | 1881–1908                          | 1921 abgebrochen |      |
| Blücher                     | Kreuzerfregatte                  | Bismarck-Klasse   | 1877    | Norddeutsche Schiffbau AG, Kiel                              | Kaiserliche Marine                                                  |                                    | 1908 verkauft und als Hulk aufgebraucht |      |
| Undine                      | Brigg                            |                   | 1869    | Königliche Werft, Danzig                                     | Kaiserliche Marine                                                  | 1871–1884                          | 28. Oktober 1884 Strandung |      |
| Schwarzer Husar             | Dreimast-Gaffelschoner           |                   | 1902    | Holm & Gustafsson, Råå                                       | Deutsche Kriegsmarine                                               | 1940–1945                          | 1947 abgewrackt, Rumpf 1949 versenkt |      |
| Niobe                       | Jackass-Bark                     |                   | 1913    | Frederikshavn Værft og Flydedok                              | Deutsche Kriegsmarine                                               | 1923–1932                          | 1932 gesunken |      |
| Gorch Fock                  | Bark                             | Gorch-Fock-Klasse | 1933    | Blohm & Voss                                                 | Deutsche Kriegsmarine                                               |                                    | Museumsschiff im Wiederaufbau |      |
| Horst Wessel                | Bark                             | Gorch-Fock-Klasse | 1936    | Blohm & Voss                                                 | Deutsche Kriegsmarine                                               |                                    | in Fahrt |      |
| Albert Leo Schlageter       | Bark                             | Gorch-Fock-Klasse | 1937    | Blohm & Voss                                                 | Deutsche Kriegsmarine                                               |                                    | in Fahrt |      |
| Bremse                      | Artillerieschulschiff            | Einzelschiff      | 1931    | Marinewerft, Wilhelmshaven                                   | Deutsche Kriegsmarine                                               | 1932–1941                          | 6. September 1941 versenkt |      |
| Brummer                     | Artillerieschulschiff            | Einzelschiff      | 1935    | Deutsche Schiff- und Maschinenbau Aktiengesellschaft, Bremen | Deutsche Kriegsmarine                                               | 1936–1940                          | 14. April 1940 versenkt |      |
| Hugo Zeye                   | Torpedoschulschiff               |                   | 1940    | AG Neptun in Rostock                                         | Deutsche Kriegsmarine                                               | 1942–1945                          | 14. März 1945 gesunken |      |
| Trave                       | Vorpostenboot                    | Eider-Klasse      | 1942    | Davie Shipbuilding, Lauzon                                   | Bundesmarine                                                        | 1956–1963                          | 25. November 1971 Außerdienststellung, anschließend zum Abwracken verkauft                                                                           |      |
| Eider                       | Vorpostenboot                    | Eider-Klasse      | 1942    | Davie Shipbuilding, Lauzon                                   | Bundesmarine                                                        | 1956–1969                          | April 1978 Außerdienststellung, anschließend zum Abwracken verkauft                                                                                  |      |
| Nordwind                    | Kriegsfischkutter                | 368               | 1945    | Burmester Werft                                              | Bundesmarine                                                        | 1956–2006                          | Deutsches Marinemuseum |      |
| Gneisenau                   | Fregatte                         | Hunt-Klasse       | 1943    | Yarrow & Co. Ltd.                                            | Bundesmarine                                                        | 1958–1966                          | 1977 abgewrackt |      |
| Gorch Fock                  | Bark                             | Gorch-Fock-Klasse | 1958    | Blohm + Voss                                                 | Bundesmarine                                                        | seit 1958                          | in Fahrt bis 2015, Grundinstandsetzung voraussichtlich bis Oktober 2021                                                                              |      |
| Hipper                      | Fregatte                         | Black-Swan-Klasse | 1945    | John I. Thornycroft & Company                                | Bundesmarine                                                        | 1959–1964                          | 1967 zum Abwracken verkauft |      |
| Graf Spee                   | Fregatte                         | Black-Swan-Klasse | 1939    | Yarrow & Co. Ltd.                                            | Bundesmarine                                                        | 1959–1964                          | 1967 zum Abwracken verkauft |      |
| Scheer                      | Fregatte                         | Black-Swan-Klasse | 1943    | A. Stephens & Sons                                           | Bundesmarine                                                        | 1959–1964                          | 1968 zum Abwracken verkauft |      |
| Scharnhorst                 | Fregatte                         | Black-Swan-Klasse | 1943    | Denny & Brothers                                             | Bundesmarine                                                        | 1959–1964                          | 1989 zum Abwracken verkauft |      |
| Brommy                      | Fregatte                         | Hunt-Klasse       | 1942    | J. Samuel White                                              | Bundesmarine                                                        | 1959–1965                          | 1979 abgewrackt |      |
| Raule                       | Fregatte                         | Hunt-Klasse       | 1941    | John Brown & Company                                         | Bundesmarine                                                        | 1959–1967                          | 1972 abgewrackt |      |
| Deutschland                 | Schulschiff                      | Klasse 440        | 1960    | Nobiskrug                                                    | Bundesmarine                                                        | 1963–1990                          | 1994 abgebrochen |      |
| Donau                       | Tender                           | Rhein-Klasse      | 1960    | Schlichting-Werft                                            | Bundesmarine                                                        | 1964–1968                          | 1994 außer Dienst gestellt, anschließend Abgabe an Türkei                                                                                            |      |
| Ruhr                        | Schulschiff                      | Klasse 401        | 1960    | Schlieker und Blohm+Voss                                     | Bundesmarine                                                        | 1964–1971                          | Abgabe an Türkei |      |
| Ems                         | Taucherschulboot                 | Klasse 754        | 1940    | D. W. Kremer, Elmshorn                                       | Bundesmarine                                                        | 1964–1978                          | Verkauf, Puddefjord/Panama |      |
| Inger                       | Mehrzwecklandungsboot            | Klasse 520        | 1966    | Howaldtswerke-Deutsche Werft, Hamburg                        | Bundesmarine                                                        | 1974–1992                          | |      |
| Baltrum                     |                                  | Klasse 754        |         |                                                              | Bundesmarine                                                        | seit 1974                          | |      |
| Juist                       |                                  | Klasse 754        |         |                                                              | Bundesmarine                                                        | seit 1978                          | |      |
| Langeoog                    |                                  | Klasse 754        |         |                                                              | Bundesmarine                                                        | seit 1978                          | |      |
| Ernst Thälmann              | Schulschiff der Volkspolizei See | Einzelschiff      | 1928    | Orlogsværftet, Kopenhagen                                    | Volksmarine                                                         | 1952–1961                          | 1965 bei Zielübungen in der Ostsee versenkt |      |
| Wilhelm Pieck               | Motorschulschiff                 | Wodnik-Klasse     | 1975    | Stocznia Północna (Nord-Werft), Danzig                       | Volksmarine                                                         | 1976–1990                          | nach 1993 In Santander abgewrackt |      |
| Wilhelm Pieck               | Segelschulschiff                 |                   | 1951    | Warnowwerft Warnemünde                                       | Gesellschaft für Sport und Technik, seit 1990 Hansestadt Greifswald | 1951–1990                          | ab 1991 in Fahrt als Greif bis 2020, Grundinstandsetzung von 2022 bis mind. Ende 2025. Eine Wiederindienststellung ist zur Segelsaison 2026 geplant. |      |
| Großherzogin Elisabeth      | Vollschiff                       |                   | 1901    | Joh. C. Tecklenborg, Geestemünde                             | Deutscher Schulschiffverein                                         | 1901mit Unterbrechungen bis 1945   | Museumsschiff in Dünkirchen |      |
| Großherzog Friedrich August | Bark                             |                   | 1914    | Joh. C. Tecklenborg                                          | Stiftung Segelschiff Statsraad Lehmkuhl                             | 1914 mit Unterbrechungen bis heute | in Fahrt |      |
| Admiral Karpfanger          | Bark                             |                   | 1908    | Rickmers Reismühlen-, Rhederei & Schiffahrts AG              | HAPAG                                                               | 1937–1938                          | 1938 verschollen auf ihrer ersten Ausbildungsreise                                                                                                   |      |
| Schulschiff Pommern         | Bark                             |                   | 1893    | Kingston Yard, Russell & Co., Glasgow                        | Deutscher Schulschiff-Verein                                        | 1928–1928                          | 1928 gestrandet, 1930 abgewrackt |      |
| Bremen                      | Bark                             |                   | 1902    | Frankreich                                                   | Seefahrt-Segelschiff Reederei GmbH, (NDL)                           | 1926–1930                          | 1930 aufgelegt, 1932 abgewrackt |      |
| Pamir                       | Bark                             |                   | 1905    | Blohm & Voss                                                 | Stiftung Pamir und Passat                                           | 1951–1957                          | 1957 gesunken |      |
| Passat                      | Bark                             |                   | 1911    | Blohm & Voss                                                 | Hansestadt Lübeck                                                   | 1925–1932 1951–1957                | Museumsschiff in Travemünde |      |
| Schulschiff Deutschland     | Vollschiff                       |                   | 1927    | Tecklenborg-Werft                                            | Deutscher Schulschiff-Verein                                        | 1927–1944 1952–2002                | Museumsschiff in Bremerhaven |      |
| Seute Deern                 | Ketsch                           |                   | 1939    | J. Ring-Andersen Skibsværft                                  | bis 1967 Deutscher Schulschiffverein bis 1969 Norddeutschen Lloyd   | 1964–1969                          | Sail-Training-Schiff, auf dem über den Verein Clipper alle Interessierten traditionelle Seemannschaft lernen können                                  |      |
| Großherzogin Elisabeth      | Gaffelschoner                    |                   | 1909    | Werft Jan Smit in Alblasserdam                               | Schulschiffverein Großherzogin Elisabeth e. V.                      | bis 2007                           | in Fahrt |      |
| Aurora                      | Tonnenleger                      |                   | 1952    | Jadewerft                                                    | Förderkreis Seefahrtschule Leer e. V.                               | bis 2007                           | seit 2011 in Belize in Dienst |      |
| Greundiek                   | Küstenmotorschiff                |                   | 1950    | Rickmers Werft                                               | Seefahrtsschule in Grünendeich                                      | 1986–1994                          | Museumsschiff |      |
| Drache                      | Artillerietender                 |                   | 1908    | Friedrich Krupp Germaniawerft, Kiel                          | Kaiserliche Marine, Reichsmarine, Kriegsmarine                      | 1908–1914 1928–1945                | 18. April 1945 versenkt |      |
| Mars                        | Frachtdampfer                    |                   | 1937    | Nordseewerke Emden                                           | Kriegsmarine                                                        | 1941–1944                          | 11. April 1944 versenkt |      |
| Taucher                     | Taucherschulschiff               | Einzelschiff      | 1935    | Stülcken-Werft, Hamburg                                      | Reichsmarine/Kriegsmarine                                           | 1935–1945                          | unbekannt |      |
| Nordland                    | Küstenpanzerschiff               |                   | 1918    | Orlogsværftet, Kopenhagen                                    | Kriegsmarine                                                        | 1944–1945                          | 3. Mai 1945 selbstversenkt |      |
| Paul Beneke                 | Navigationsschulschiff           | Einzelschiff      | 1936    | Lindenau Werft, Memel                                        | Kriegsmarine                                                        | 1938–1945                          | bis mind. 2000 aufgelegt, danach unklar |      |

## SchulschiffRheinder Binnenschifffahrt
Im Stadthafen Duisburg-Homberg liegt das Schulschiff Rhein, auf dem angehende Binnenschiffer internatsmäßig untergebracht sind, während sie die theoretische Ausbildung im Schiffer-Berufskolleg RHEIN absolvieren. Das Schiff wurde 1984 von der Meidericher Schiffswerft gebaut. Rechtlich wird das Schiff, zusammen mit Rhein II als Schwimmende Anlage deklariert, das Schiff hat aber trotzdem eine ENI-Nummer.